# Astomella gravis
Astomella gravis är en tvåvingeart som beskrevs av Wilhelm Ferdinand Erichson 1840. Astomella gravis ingår i släktet Astomella och familjen kulflugor.
Artens utbredningsområde är Syrien. Inga underarter finns listade i Catalogue of Life.